# Роккадаспіде
Роккадаспіде (італ. Roccadaspide) — муніципалітет в Італії, у регіоні Кампанія, провінція Салерно.
Роккадаспіде розташоване на відстані близько 280 км на південний схід від Рима, 95 км на південний схід від Неаполя, 50 км на південний схід від Салерно.
Населення — 7263 особи (2014).
Щорічний фестиваль відбувається 18 липня. Покровитель — Santa Sinforosa.

## Демографія
Населення за роками:

Станом на 1 січня 2023 року в муніципалітеті офіційно проживали 403 іноземці з 27 країн, серед них 224 громадяни країн Євросоюзу та 17 громадян України.

## Сусідні муніципалітети
- Альбанелла
- Акуара
- Капаччо-Паестум
- Кастель-Сан-Лоренцо
- Кастельчивіта
- Фелітто
- Монтефорте-Чиленто
- Трентінара